# قره‌قیه (شاهین‌دژ)
قره قیه روستایی از دهستان چهاردولی، بخش کشاورز، شهرستان شاهین‌دژ، استان آذربایجان غربی در شمال شرق شاهین دژ قرار دارد. جمعیت این روستا در سال ۱۳۸۵، برابر با ۴۶۵ نفر و ۹۳ خانوار بوده‌است